# ويليام بلونت كارتر
ويليام بلونت كارتر (بالإنجليزية: William Blount Carter)‏ هو سياسي أمريكي، ولد في 22 أكتوبر 1792 في إليزابيثون في الولايات المتحدة، وتوفي بنفس المكان في 17 أبريل 1848. حزبياً، نشط في الحزب الوطني الجمهوري ‏ وحزب اليمين. وقد انتخب عضو مجلس نواب تينيسي وانتخب عضو مجلس ولاية تينيسي وانتخب عضو مجلس النواب الأمريكي.